# Vacuna peptídica
Una vacuna peptídica és qualsevol pèptid que serveix per immunitzar un organisme contra un patogen. Les vacunes contra pèptids són sovint vacunes sintètiques i imiten proteïnes naturals dels patògens. A més dels patògens infecciosos, les vacunes peptídiques es poden utilitzar com a vacunes terapèutiques contra el càncer, on s'utilitzen pèptids d'antígens associats als càncers per induir una resposta efectiva de limfòcits T antitumorals. Els pèptids llargs sintètics han demostrat resultats prometedors amb èxit.